# Tundra montañosa de Cherski-Kolimá
La ecorregión de la tundra montañosa de Cherski-Kolimá (WWF ID: PA1103) cubre las elevaciones más altas de los montes Cherski y las montañas Kolimá, la única gran cadena montañosa en el norte de Rusia. Está en la ecozona paleártico y en el bioma de la tundra. Comprende un área de 556 589 km².

## Localización
La ecorregión abarca terrenos por encima de los 800 metros en los montes Cherski y las montañas Kolimá, en un mosaico de territorios que se extiende 2000 km desde el río Lena en el oeste hasta el extremo este de las montañas Kolimá y aproximadamente 1000 km desde el mar de Ojotsk en el sur hasta la llanura costera del mar Ártico en el norte. Los picos más altos alcanzan los 3000 metros en el pico Pobeda.

## Clima
La mayor parte de la región tiene un clima subártico extremo - invierno extremadamente frío (clasificación climática de Köppen (Dfd)). Este clima se caracteriza por inviernos largos y fríos y veranos cortos y frescos, sin meses que promedien más de 22 °C (71,6 °F), y solo de uno a tres meses en los que la temperatura media supera los 10 °C (50,0 °F). La precipitación media es de unos 237 mm/año. La temperatura media en el centro de la ecorregión es de −46,8 °C (−52,2 °F) en enero y de 10,6 °C (51,1 °F) en julio.

## Flora y fauna
Solo las especies especialmente resistentes pueden sobrevivir todo el año en altitud en esta ecorregión. Algunos rodales de alerce pueden alcanzar hasta 1000 metros, por encima de eso, a unos 1900 metros, se pueden encontrar pinos enanos siberianos, seguidos de una pequeña zona de tundra alpina a 2200 metros, no hay plantas por encima de 2200 metros.
Entre los grandes mamíferos más comunes que se pueden encontrar en la ecorregión, cabe destacar los alces (Alces alces), osos pardos (Ursus arctos), linces (Lynx lynx) y lobos (Canis lupus), pero también están presentes otras especies, como la ardilla siberiana (Eutamias sibiricus), la liebre variable (Lepus timidus), el zorro rojo (Vulpes vulpes) y la marmota de cabeza negra (Marmota camtschatica). La liebre variable, por ejemplo, es un símbolo de adaptación: su pelaje cambia de marrón en verano a blanco puro en invierno, de modo que se mimetiza perfectamente con la nieve. Estas montañas también albergan varias aves, como el pato arlequín (Histrionicus histrionicus), el águila real (Aquila chrysaetos), la perdiz nival (Lagopus muta), el cascanueces común (Nucifraga caryocatactes) y el arrendajo siberiano (Perisoreus infaustus).

## Áreas protegidas
La reserva natural de Magadán es la única área protegida importante a nivel nacional que se encuentra en esta ecorregión, está situada en el extremo sur de la ecorregión a lo largo del mar de Ojotsk.